# SVD Handzame
SVD Handzame was een Belgische voetbalclub uit Handzame. De club was aangesloten bij de KBVB met stamnummer 8300 en had groen en wit als kleuren. De club speelde in haar bestaan ruim een decennium in de nationale reeksen, maar ging in 2006 op in fusieclub SVD Kortemark.

## Geschiedenis
In 1970 werd Sterk Vlug Dapper Handzame opgericht. Men speelde eerst een aantal jaar in een liefhebbersverbond, de Middenkust. In 1975 maakte men uiteindelijk de overstap naar de Belgische Voetbalbond, waar men stamnummer 8300 kreeg toegekend. SVD Handzame ging er van start op het laagste niveau, Vierde Provinciale.
Via een eindrondewinst tegen KEG Gistel promoveerde men in 1984 naar Derde Provinciale. Ook daar deed de club het goed en haalde er enkele keer de eindronde, tot men er in 1988 kampioen werd en naar Tweede Provinciale promoveerde. De club ging door op het elan en werd in 1989 ook in Tweede Provinciale kampioen en herhaalde dit in 1990 nog eens in Eerste Provinciale. De club stootte zo in drie jaar tijd voor het eerst door naar de nationale bevorderingsreeksen.
Ook in Vierde Klasse haalde SVD Handzame goede resultaten en sloot er het eerste seizoen af op een vierde plaats in zijn reeks. Men bleef zich vlot handhaven in Vierde Klasse. In 1994 werd Handzame tweede in zijn reeks, op drie punten van reekswinnaar RRC Heirnis Gent. Men mocht naar de eindronde, maar daar verloor men van KVK Tienen. Een jaar later haalde men opnieuw een plaats in de eindronde, maar na een zege tegen FC Le Lorrain Arlon was in de tweede ronde opnieuw KVK Tienen te sterk. Op het eind van de jaren 90 kreeg de club het moeilijker en in 1999 eindigde men op twee na laatste, op een degradatieplaats. Na negen seizoenen nationaal voetbal zakte SVD Handzame zo terug naar Eerste Provinciale.
In Eerste Provinciale was SVD Handzame bij de beteren en haalde er op het eind van het seizoen de eindronde. Handzame won de eindronde en mocht naar de interprovinciale eindronde, waar het won tegen vierdeklassers RFC Farciennes en RACS Couillet. Na een jaar keerde de club zo in 2000 al terug in Vierde Klasse. Het eerst seizoen na de terugkeer eindigde men nog in de subtop, maar daarna kreeg men het moeilijker en in 2003 eindigde men opnieuw op een degradatieplaats. Na drie jaar zakte SVD Handzame zo terug naar Eerste Provinciale.
SVD Handzame keerde niet meer terug in de nationale reeksen en zakte in 2005 naar Tweede Provinciale, waar het gemeentegenoot VV Kortemark aantrof. VV Kortemark was een oudere club, bij de KBVB aangesloten met stamnummer 5935, maar al altijd actief geweest in de provinciale reeksen. Beide clubs besloten samen te gaan en fusioneerden in 2006 tot SVD Kortemark. De fusieclub speelde verder in Tweede Provinciale met stamnummer 5935 van Kortemark. Stamnummer 8300 werd definitief geschrapt.
In 2013 besloten enkele zonen van oud-bestuursleden samen met Frans Dejaegere SVD Handzame nieuw leven in te blazen. Een nieuwe club werd opgericht, Nieuw SVD Handzame, dat zich aansloot bij de KBVB met stamnummer 9596 om vanaf 2013/14 in Vierde Provinciale van start te gaan.

## Bekende spelers
- Zbigniew Świętek
- Jef Vanthournout
- Brecht Dejaegere